# Дей
Дей (на английски: Day County) е окръг в щата Южна Дакота, Съединени американски щати. Площта му е 2826 km², а населението - 5521 души (2017). Административен център е град Уебстър.